# Concealing a Burglar
Concealing a Burglar è un cortometraggio muto scritto e diretto da David W. Griffith per la American Mutoscope and Biograph Company.

## Trama
Il signore e la signora  Brown si preparano per un banchetto ma, quando arrivano al ricevimento, la signora si accorge di aver lasciato a casa la collana. Il marito la rassicura, dicendole che al loro ritorno la ritroverà senza alcun dubbio. Wells, uno degli invitati, un ladro gentiluomo, sente la loro conversazione e decide di fare il colpo nell'appartamento rimasto vuoto. Fingendo un malore, lascia il banchetto. Ma, dopo essersi introdotto nella casa dei Brown, prima di lasciarla sente i padroni di casa che stanno rientrando. Brown, un po' alticcio, esce di nuovo alla ricerca di sigari. La signora si imbatte nel ladro che la costringe a nasconderlo, minacciandola di dire al marito che lui è il suo amante. Brown, di ritorno, scopre ben presto l'intruso che, per non farsi scoprire, mette in atto la sua minaccia, dichiarando che la sua presenza è dovuta a una relazione adulterina tra lui e la signora Brwon. Lei cerca inutilmente di convincere il marito che quello è solo un ladro, ma non viene creduta. Anzi. Il coniuge le mette in mano una pistola chiedendole di sparare contro l'altro uomo. Lei, naturalmente, è restia ad obbedire. Ma, quando il ladro cerca di sparare lui a Brown, la donna difende il suo uomo, ferendo Wells al braccio. In quel momento irrompe la polizia, messa in allarme dai rumori nella casa. Perquisendo Wells, si scopre il bottino nascosto nelle sue tasche che rivela la sua vera attività. Mogio, Brown chiede perdono alla moglie per avere dubitato di lei.

## Produzione
Il film venne girato il 26/28 settembre negli studi Biograph di New York, prodotto dall'American Mutoscope and Biograph Company.

## Distribuzione
Il copyright del film, richiesto dall'American Mutoscope and Biograph Co., fu registrato il 22 ottobre 1908 con il numero H117340.
Distribuito dall'American Mutoscope and Biograph Company, il film - un cortometraggio di circa undici minuti - uscì in sala il 30 ottobre 1908.
Non si conoscono copie ancora esistenti della pellicola che viene considerata presumibilmente perduta.